# Maurício Rodrigues Alves Domingues
Maurício Rodrigues Alves Domingues (* 3. Juli 1978) ist ein ehemaliger brasilianischer Fußballspieler.

## Karriere
Maurício begann seine Karriere 1995 beim Erstligisten SC Corinthians. 1997 wechselte er zu Cruzeiro EC. 1998 wurde er mit dem Verein Vizemeister der Campeonato Brasileiro Série A und erreichte er das Finale des Copa do Brasil. Danach spielte er bei Mirassol FC und CA Juventus. 2000 wechselte er zum japanischen Kashiwa Reysol. 2000 wurde er mit dem Verein Tabellendritter der J1 League. 2001 kehrte er nach Brasilien zurück und unterschrieb einen Vertrag bei Goiás EC. Von 2002 bis 2004 war er bei EC Vitória unter Vertrag. Am Ende der Série A 2004 stieg der Verein in die zweite Liga ab. 2005 wechselte er zum Zweitligisten Portuguesa. Danach spielte er bei EC Vitória und Náutico Capibaribe. 2006 wurde er mit Náutico Tabellendritter der zweiten Liga und stieg in die erste Liga auf. Ende 2006 beendete er seine Karriere als Fußballspieler.